# Vongolara

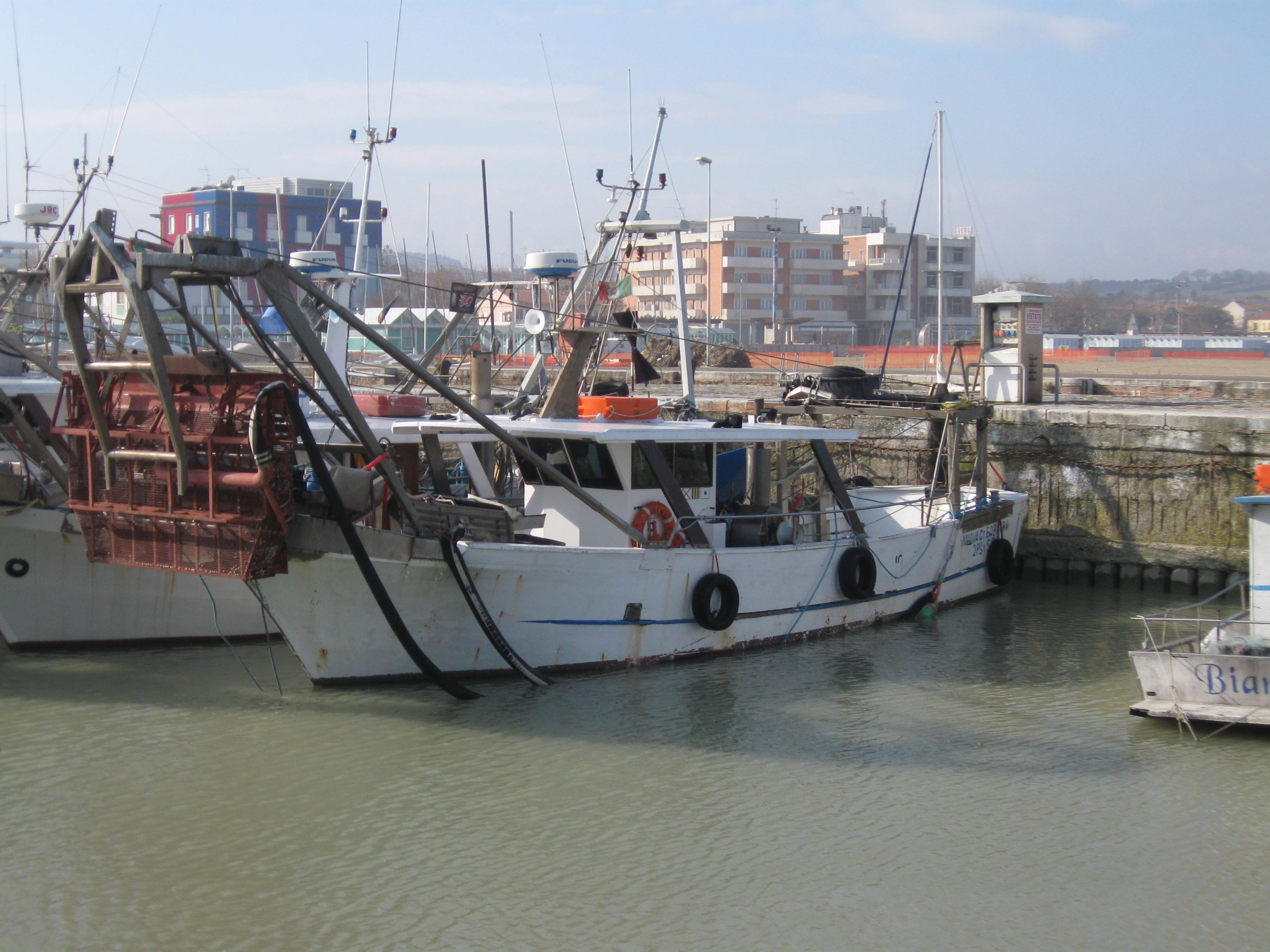
Vongolara nel porto di Fano.

La vongolàra è un'imbarcazione da pesca tipica del medio e alto Adriatico caratterizzata da un attrezzo da pesca posto a prua, e costituito da una sorta di grosso rastrello, che, trascinato dall'imbarcazione, serve per raccogliere le vongole, cannolicchi e altri molluschi.